# هاتیالولا
هاتیالولا (به لاتین: Hatiyalwela) یک منطقهٔ مسکونی در سری‌لانکا است که در استان مرکزی (سری‌لانکا) واقع شده‌است.